# NGC 5161
NGC 5161 est une vaste galaxie spirale située dans la constellation du Centaure. Sa vitesse par rapport au fond diffus cosmologique est de 2 668 ± 20 km/s, ce qui correspond à une distance de Hubble de 39,4 ± 2,8 Mpc (∼129 millions d'al). NGC 5161 a été découverte par l'astronome britannique John Herschel en 1836.

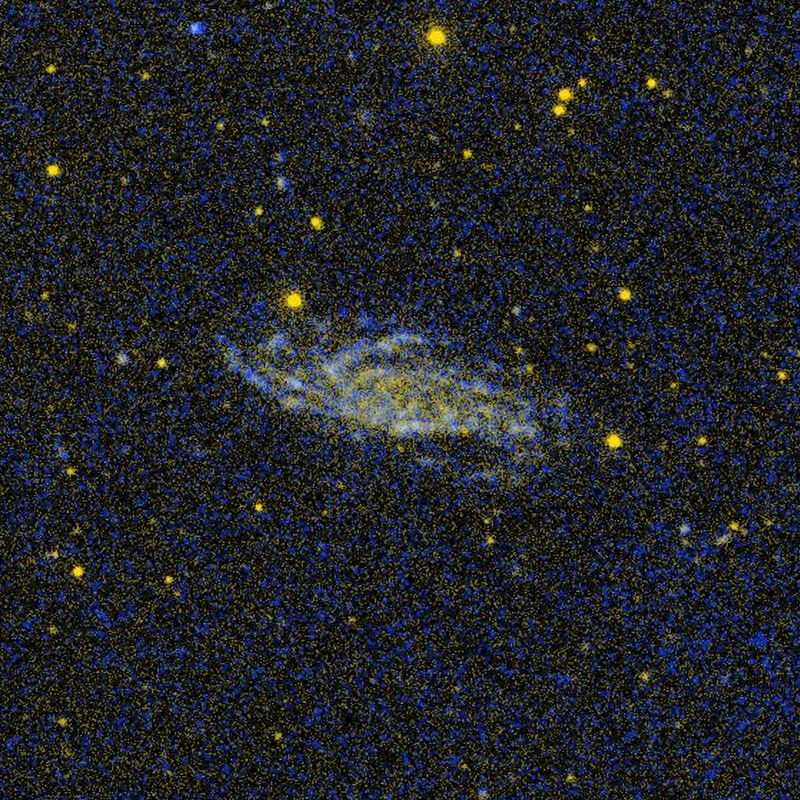
lNGC 5161 en ultraviolet par GALEX.

La classe de luminosité de NGC 5161 est III et elle présente une large raie HI. Elle renferme également des régions d'hydrogène ionisé.

## Distance de NGC 5161
À ce jour, 28 mesures non basées sur le décalage vers le rouge (redshift) donnent une distance de 22,736 ± 4,110 Mpc (∼74,2 millions d'al), ce qui est nettement à l'extérieur des valeurs de la distance de Hubble. Puisque cette galaxie semble relativement rapprochée du Groupe local, cette distance est peut-être plus près de sa distance réelle que la distance de Hubble. Notons que c'est avec la valeur moyenne des mesures indépendantes, lorsqu'elles existent, que la base de données NASA/IPAC calcule le diamètre d'une galaxie.
Notons cependant que c'est avec la valeur moyenne des mesures indépendantes, lorsqu'elles existent, que la base de données NASA/IPAC calcule le diamètre d'une galaxie et qu'en conséquence le diamètre de NGC 5161 pourrait être d'environ 91,6 kpc (∼299 000 al) si on utilisait la distance de Hubble pour le calculer.

## Morphologie
NGC 5161 a été utilisée par Gérard de Vaucouleurs comme une galaxie de type morphologique SB(s)cd dans son atlas des galaxies,.
Eskridge, Frogel et Pogge ont publié un article en 2002 décrivant la morphologie de 205 galaxies spirales ou lenticulaires rapprochées. Les observations ont été réalisées dans la bande H de l'infrarouge et dans la bande B (le bleu). Selon Eskridge et ses collègues, NGC 5161 est de type Sc dans la bande B et de type SBab dans la bande H. Le bulbe elliptique central est intégré dans une barre pâle. Deux anses brillantes sont légèrement décalées vers le bas par rapport aux extrémités de la barre. Le motif spiralé de NGC 5161 présente deux bras inégaux, diffus et fragmentés. Les caractéristiques des bras sont clairs sur plus de 180° d'enroulement. Le type sensiblement plus précoce dans le proche infrarouge provient de l'importance du bulble dans la bande H par rapport à l'optique et à la faible luminosité de la surface des bras extérieurs ouverts dans le proche infrarouge.

## Supernova
La supernova SN 1998A a été découverte dans NGC 5161 le 6 janvier 1998 par Simon Woodings, Ralph Martin et Andrew Williams dans le cadre du programme Perth Automated Supernova Search de l'observatoire de Perth en Australie-Occidentale. Cette supernova était de type II.